# 星野美春
星野 美春（ほしの みはる、1975年3月3日 - ）は、日本の元AV女優。

## 略歴
1994年、「快楽姫」でAVデビュー。正真正銘のお嬢様がデビューとのキャッチフレーズ。

## 人物
趣味:カラオケ、ピアノ。
好物:ロールキャベツ。
一番大切な物:家族。

## 出演作品

### アダルトビデオ
1994年
- 快楽姫（6月19日、宇宙企画）※デビュー作
- 奥までヌルヌル（7月14日、BAZOOKA）
- はじめてのエクスタシー（8月11日、クリスタル映像）
- ああっお嬢さまっ（9月9日、マックス・エー）
- こんなに濡れたらヘンかしら（9月23日、アリスJAPAN）
- メシベの秘密（10月14日、シーツーコーポレーション）
- 人妻・私の中の獣（11月11日、マックス・エー）
- ワイセツな唇（11月24日、クリスタル映像）
- 桃色に染まれ（12月16日、アリスJAPAN）

1995年
- ふしだらな瞳（1月3日、シーツーコーポレーション）
- 悶絶モンモン（1月27日、アリスJAPAN）
- スペシャルソープ 星野美春（2月17日、マックスエー）
- 桃尻エプロン（3月3日、アリスJAPAN）
- SUPERセレクション Vol.3（9月10日、宇宙企画）全5名

2004年
- ノーカット4時間！！ 星野美春（7月16日、アリスJAPAN）※「こんなに濡れたらヘンかしら」「桃色に染まれ!!」「悶絶モンモン」「桃尻エプロン」を収録
- 宇宙企画Classic 星野美春（9月10日、宇宙企画）※「快楽姫」「奥までヌルヌル」を収録

2008年
- 宇宙企画 The Complete till 2008 完全限定版（12月26日、宇宙企画）全100名

2009年
- 宇宙企画 The Complete till 2008 ～earth（地球）～（2月27日、宇宙企画）全100名

## 出版

### 雑誌
- GRACE 1994年8月号（若生出版）
- ビデオボーイ 1994年8月号、9月号（英知出版）